# شکار شمشیر
شکار شمشیر (به ژاپنی: 刀狩, katanagari) در طول تاریخ ژاپن به خلع سلاح راهبان و کشاورزان و غیره و اختصاص دادن حمل سلاح به سامورایی‌ها گفته می‌شود. چندین بار در تاریخ ژاپن، حاکمان جدید با فراخوان شکار شمشیر/کاتاناگاری سعی در تأمین موقعیت خود داشتند. به این ترتیب، حاکم جدید تلاش کرد تا اطمینان حاصل کند که هیچ‌کس نمی‌تواند کشور را به زور همان‌طور که خود وی تازه موفق به انجام آن شده‌است، تصرف کند. معروف‌ترین شکار شمشیر به دستور تویوتومی هیده‌یوشی در سال ۱۵۸۸ انجام شد.

## شکار شمشیر در دوره سنگوکو
قبل از شکار شمشیر که اودا نوبوناگا در اواخر قرن شانزدهم فراخوانده بود، غیرنظامیان برای دفاع یا صرفاً برای تزئین در حمل شمشیر آزاد بودند. نوبوناگا به دنبال خاتمه این عمل بود و دستور توقیف شمشیر و انواع دیگر سلاح‌ها را از غیرنظامیان، به ویژه در بین دهقانان-راهب (ایکو-ایکی) که سعی در سرنگونی حکومت سامورایی داشتند، را داد.
در سال ۱۵۸۸، تویوتومی هیده‌یوشی، پس از تبدیل شدن به کانپاکو یا «مشاور سلطنتی»، دستور شکار شمشیر جدید را صادر کرد. هیده‌یوشی، مانند نوبوناگا، سعی در تحکیم جدایی در ساختار طبقاتی داشت و مسلح شدن عوام را ممنوع کرد در حالی که به اشراف، و طبقه سامورایی اجازه حمل سلاح می‌داد. علاوه بر این، شکار شمشیر تویوتومی مانند نوبوناگا برای جلوگیری از قیام دهقانان و خلع سلاح دشمنانش بود. این شکار شمشیر ممکن است از یک قیام دهقانی در ولایت هیگو سال قبل سرچشمه الهام گرفته شده باشد، اما همچنین به نفع خلع سلاح سوهی (راهبان مسلح) کوه کویا و تونومینه بود. تویوتومی ادعا می‌کرد که سلاح‌های توقیف شده ذوب شده و برای ایجاد مجسمه غول پیکر از بودای برای معبد هوکو در نارا (ژاپن) استفاده می‌شود.
"شکار شمشیر تایکو (تویوتومی)"، همان‌طور که گفته شد، با تعدادی دیگر از احکام همراه بود، از جمله فرمان اخراج سال ۱۵۹۰، که به موجب آن تویوتومی تلاش کرد تا یک سرشماری ایجاد کند و هر تازه‌واردی را که از سال ۱۵۹۰ یا پس از آن به روستا وارد می‌شوند، را از روستا اخراج کند. هدف اصلی این کار بررسی تهدیدهای به وجود آمده توسط رونین‌ها، سامورایی‌های سرگردان بی‌ارباب بود که نه تنها به‌طور کلی برای جنایت و خشونت ، بلکه برای همبستگی برای سرنگونی حکومت تویوتومی دارای پتانسیل بودند. هیده‌یوشی، مانند بیشتر این دوره، به احکام فرمایشی اعتقاد داشت و توجه کمی به اصول قانونی داشت یا هیچ توجهی به آن نمی‌کرد.
در حالی که ظاهراً قانون شکار شمشیر موفق به خلع سلاح شورشیان بالقوه شد، از طرف دیگر باعث به وجود آمدن نارضایتی در سراسر کشور شد، و بر تعداد و شورش شورشیان بالقوه افزود.